# Márk Kovácsréti
Márk Kovácsréti (Budapest, 1º settembre 2000) è un calciatore ungherese, attaccante del Nyíregyháza.

## Caratteristiche tecniche
È un'ala sinistra.

## Carriera

### Club
Acquistato nel 2017 dal Kisvárda, ha esordito fra i professionisti il 13 maggio 2018 disputando l'incontro di Nemzeti Bajnokság II perso 3-1 contro il Kazincbarcika. Al termine della stagione è stato promosso nella massima serie ungherese, e dopo un'annata trascorsa principalmente con le giovanili è stato confermato in prima squadra.

### Nazionale
Ha giocato nella nazionale ungherese Under-21, con la quale nel 2021 ha anche partecipato agli Europei di categoria.

## Statistiche
Statistiche aggiornate al 27 maggio 2023.

### Presenze e reti nei club
| Stagione            | Squadra             | Campionato          | Campionato | Campionato | Coppe nazionali | Coppe nazionali | Coppe nazionali | Coppe continentali | Coppe continentali | Coppe continentali | Altre coppe | Altre coppe | Altre coppe | Totale | Totale | Totale |
| Stagione            | Squadra             | Comp                | Pres       | Reti       | Comp            | Pres            | Reti            | Comp               | Pres               | Reti               | Comp        | Pres        | Reti        | Pres   | Reti   |        |
| ------------------- | ------------------- | ------------------- | ---------- | ---------- | --------------- | --------------- | --------------- | ------------------ | ------------------ | ------------------ | ----------- | ----------- | ----------- | ------ | ------ | ------ |
| 2017-2018           | Kisvárda            | NB2                 | 3          | 1          | CU              | 0               | 0               |                    | -                  | -                  |             | -           | -           | 3      | 1      |        |
| 2018-2019           | Kisvárda            | NB1                 | 0          | 0          | CU              | 1               | 0               |                    | -                  | -                  |             | -           | -           | 1      | 0      |        |
| 2019-2020           | Kisvárda            | NB1                 | 23         | 1          | CU              | 0               | 0               |                    | -                  | -                  |             | -           | -           | 23     | 1      |        |
| 2020-2021           | Kisvárda            | NB1                 | 26         | 1          | CU              | 6               | 3               |                    | -                  | -                  |             | -           | -           | 32     | 4      |        |
| Totale Kisvárda     | Totale Kisvárda     | Totale Kisvárda     | 52         | 3          |                 | 7               | 3               |                    | -                  | -                  |             | -           | -           | 59     | 6      |        |
| 2021-2022           | MTK Budapest        | NB1                 | 24         | 2          | CU              | 1               | 2               |                    | -                  | -                  |             | -           | -           | 25     | 4      |        |
| 2022-gen. 2023      | MTK Budapest        | NB2                 | 8          | 2          | CU              | 1               | 2               |                    | -                  | -                  |             | -           | -           | 9      | 4      |        |
| Totale MTK Budapest | Totale MTK Budapest | Totale MTK Budapest | 32         | 4          |                 | 2               | 4               |                    | -                  | -                  |             | -           | -           | 34     | 8      |        |
| gen.-giu. 2023      | Nyíregyháza         | NB2                 | 17         | 1          | CU              | 0               | 0               |                    | -                  | -                  |             | -           | -           | 17     | 1      |        |
| Totale carriera     | Totale carriera     | Totale carriera     | 101        | 8          |                 | 9               | 7               |                    | -                  | -                  |             | -           | -           | 110    | 15     |        |

## Palmarès

### Club

#### Competizioni nazionali
- Nemzeti Bajnokság II: 1

Nyíregyháza: 2023-2024